# Pomnik Oskarsa Kalpaksa w Rydze
Pomnik Oskarsa Kalpaksa – pomnik łotewskiego oficera Oskarsa Kalpaksa, usytuowany w stolicy Łotwy Rydze. 

## Opis
Pomnik usytuowany jest w północnej części parku Esplanade, położonego w północno-wschodniej części Starego Miasta w Rydze, niedaleko Soboru Narodzenia Pańskiego.
27 września 2002 utworzono fundację do spraw budowy pomnika Oskarsa Kalpaksa, przywódcy łotewskich sił zbrojnych, walczących w 1918 o niepodległość Łotwy. Rozpisano konkurs na projekt pomnika, w którym zgłoszono 18 projektów. Zwyciężył projekt rzeźbiarza Gļebsa Panteļejevsa i architekta Andrisa Veidemanisa, który wybrano do realizacji. Podczas budowy zaangażowany był grafik Jānis Reinbergs, projektant Viesturs Staisislavskis i inżynier budownictwa īriks Zīverts, który sprawował nadzór nad całością budowy. Odsłonięcie pomnika odbyło się 22 czerwca 2006. 
Pomnik składa się z pofalowanego cokołu o szerokości 4,60 metra i długości 8,10 metra, wykonanego z czarnego granitu i stalowej piramidy, na której wygrawerowano portret Oskarsa Kalpaksa. Całkowita wysokość pomnika wynosi 3,20 metra.